# Samir Nouad
Samir Nouad, dit Amirouche, né en 1972 à Alger en Algérie et présumé mort le 22 avril 2017 à Mayadine en Syrie, est un djihadiste algérien.

## Biographie
Samir Nouad naît en 1972 à Alger. Dans les années 1990, lors de la guerre civile algérienne, il est un collecteur d'armes du Groupe islamique armé (GIA).
Dans les années qui précèdent les attentats du 11 septembre 2001, il se rend dans la zone pakistano-afghane. Il est ensuite impliqué, au début des années 2000, dans une filière tchétchène d'envoi de moudjahidines, dont certains suivent un entraînement dans une base arrière d'Al-Qaïda, en Géorgie.
En 2013, Samir Nouad serait à l'origine de la création de la katiba al-Battar en Syrie, affiliée à l'État islamique en Irak et au Levant, constituée de combattants libyens et francophones, et dirigée par Abdelnasser Benyoucef.
En 2014, il est arrêté en Turquie avec de faux papiers, avant d'être remis en liberté, n'ayant pas été reconnu sous sa véritable identité.
En 2015, Samir Nouad intègre l'Amn al-Kharji, la branche de l'Amniyat — le service de renseignement de l'État islamique — chargée de mener les opérations terroristes en dehors des territoires contrôlés par l'État islamique. Cette branche est dirigée par Oussama Atar, dont Samir Nouad est, avec Boubaker El Hakim et Abdelnasser Benyoucef, l'un des adjoints.
Début 2015, il supervise à distance Abdelhamid Abaaoud et la cellule de Verviers. Puis en avril 2015, avec Abdelnasser Benyoucef, il est le commanditaire de l'attentat manqué contre l'église de Villejuif, au cours de laquelle Sid Ahmed Ghlam se blesse avec sa propre arme, après avoir cependant assassiné Aurélie Chatelain, une jeune professeur de fitness,.
Samir Nouad aurait été tué par une frappe aérienne de la coalition à Mayadine le 22 avril 2017,. Il projetait alors de commettre un attentat contre un avion de ligne en partance d’Afrique du Nord ou de Turquie.
Le 5 novembre 2020, il est « reconnu coupable » d'avoir commandité et piloté le projet d'attentat des églises de Villejuif après avoir été jugé par défaut à Paris devant la cour d'assises spéciale. Il est condamné à la réclusion criminelle à perpétuité assortie d'une période de sûreté de 22 ans avec mandat d'arrêt pour complicité de tentative d'assassinats en relation avec une entreprise terroriste ainsi que d'une interdiction définitive du territoire français. Il pourra être rejugé s'il n'est en réalité pas décédé.